# Discocyrtus cervus
Discocyrtus cervus is een hooiwagen uit de familie Gonyleptidae.